# Dompo (Sprache)
Dompo ist eine fast ausgestorbene Sprache Ghanas mit nur noch ca. 60 bis 70 (1999 Blench) Sprechern in einer ethnischen Gruppe von 965 (2000, WCD) Dompo in Ghana. In der Bono Region Ghanas, im Stadtteil Dompofie von Banda wird Dompo nur noch von wenigen älteren Mitgliedern der Gemeinschaft gesprochen. 
Alternative Namen sind Dumpo und Ndmpo.